# 踏鞴戸平兵衛
踏鞴戸平兵衛（たたらど へいべえ、生没年不詳）は、16世紀前期に活躍した下野国の土豪。

## 略歴
踏鞴戸平兵衛は、現在の栃木県矢板市の北部の伊佐野（いさの。現在は上伊佐野と下伊佐野に分かれている）の東部にあった踏鞴戸（たたらど）村の土豪であるが、その事績はほとんど伝わっていない。踏鞴戸村の位置から塩谷氏あるいは宇都野城の山本氏に属していたものと考えられているが、塩谷氏や山本氏の家臣に関するいずれの記録にも、踏鞴戸平兵衛やそれを思わせるような人物は登場せず定かではない。
踏鞴戸村は、その名前が表すように砂鉄を使った製鉄で栄えた村で、その歴史は古く、和名抄にその初見がある。また、続日本紀の天平宝字5年（761年）の条には「百済人憶頼子老（おらしろ）ら四十一人に石野（いしの）連の姓を賜う」とあり、その石野連は、踏鞴戸付近やその周辺地域で製鉄を行っていたと言う事から、踏鞴戸村の歴史は、少なくとも8世紀までさかのぼるものと考えられている。また、この石野の姓が伊佐野の語源となったとも言われている。さらに、踏鞴戸平兵衛が石野連の子孫という説もあるが、これについては推測の域を出ていない。
製鉄が行われた遺構は、現在も伊佐野の東の山の中に残っている。南北西を山に囲まれ、東を箒川に面しているが、整地された遺構や船着場の一部と考えられる遺構が残されている。当地には踏鞴戸一族の館もあったという説もあるが、馬蹄形の館があったと考えられなくもないが、戦国時代まで続いた武士の館の遺構と考えると、囲む山の上にあっても良いはずの詰城や見張り台となるような遺構がなく、製鉄場の西側に、U字型に大きく蛇行して下り、谷を形成する蛇場道と呼ばれる坂道と堀切に当たるような地形も残るが、これは自然のものであり、いわゆる城郭遺構としての堀切には該当せず、踏鞴戸一族の館跡と考えるには根拠が乏しい。ただ、かの地での製鉄は江戸時代まで続いていたと推測されている。
踏鞴戸平兵衛の支配は、踏鞴戸村に限らず、伊佐野の東端を流れる箒川の踏鞴戸村周辺の東岸から西岸に及んでいたと推察されているが、天文13年（1544年）8月10日の箒川大洪水により、踏鞴戸村（当時28戸）や周辺の村々（記録に残るだけで120戸以上）が壊滅し、踏鞴戸平兵衛の屋敷も流されてしまい、踏鞴戸一族はその勢力を失ったと言われている。平兵衛が、この時に没したものかは不明だが、以降、平兵衛やその一族に関する記録や伝承は、一切登場しない。

## 踏鞴戸一族の氏神と菩提寺
箒川の大洪水で壊滅して以降、踏鞴戸村が復興されることなく、生き残った人々は周辺の地に移住してしまい、現在は耕地化されてタタラドの小字名が残るのみとなったが、その名残は、その周辺にいくつか残されている。
そのひとつが水分神社（みくまりじんじゃ）であり、ここに踏鞴戸村の氏神が合祀されて奉られている。また、この裏手に弥勒院という寺があり、明治初年
に廃寺となったと伝えられているが、これが踏鞴戸氏の菩提寺あるいは祈願寺であったと考えられている。
ちなみに、当地は高台になっており、孫字名を「寄居」というが、寄居とは人々が集まる場所という意味の言葉であり、洪水の際に避難所となったために名付けられたと言われている。
また、踏鞴戸の西には大導地（だいどうじ）と呼ばれる小字名が残っており、この地に大導寺という踏鞴戸一族に関係する寺があったと言われている。この寺の存在については疑問も持たれているが、当地には寺跡と考えられる遺構が残っており、また、直近にある墓地には住職のものと思われる卵塔も残されているが、これらが踏鞴戸村と踏鞴戸一族を現在に偲ばせる名残となっている。